# Architektura okrętowa
Architektura okrętowa – dyscyplina naukowo-techniczna z zakresu nauk fizycznych, technicznych oraz nauk matematycznych, zajmująca się zagadnieniami działania, projektowania i budowy jednostek pływających. Badania naukowe w tym zakresie tworzą i wykorzystują wiedzę z zakresu okrętownictwa, hydrostatyki, dynamiki płynów, mechaniki konstrukcji i innych. Głównymi polami zainteresowania architektury okrętowej są bezpieczeństwo jednostki pływającej, sprawność oraz geometria okrętu, nie jest to jednak lista zamknięta. Opracowanie projektu każdej jednostki pływającej, projektów wstępnych, a następnie szczegółowych, musi być współcześnie poprzedzone wcześniejszymi analizami i opracowaniem założeń z punktu widzenia architektury okrętowej. Stąd badaniami z zakresu architektury okrętowej są między innymi badania pływających modeli jednostek pływających, prowadzone przed rozpoczęciem właściwego procesu projektowania przez projektantów i konstruktorów okrętowych
Za ojca tej dziedziny nauki uznawany jest Pierre Bouguer, który w swoim wydanym w 1746 roku traktacie Traite di Navire położył podwaliny pod wiele aspektów architektury okrętowej które zostały później rozwinięte w przez Leonharda Eulera i innych. Znaczącą w tym zakresie postacią tego okresu był zwłaszcza Szwed Fredric Chapman, który był pionierem prac nad oporem statku.
Głównymi polami zainteresowania architektury okrętowej są bezpieczeństwo jednostki pływającej, sprawność i geometria okrętu:
- W zakresie bezpieczeństwa, architektura okrętowa skupia się na zapewnieniu iż okręt nie przewróci się w morzu do góry dnem na skutek oddziaływań naturalnych, lub w związku z uszkodzeniem. Zapewnia odpowiednią wytrzymałość okrętu i odporność na złamania lub pęknięcia, skutkujące dostaniem się wody do jego wnętrza. Zadaniem architektury okrętowej, jest także zapewnienie jak największych szans przeżycia załogi statku, w razie jego zalania na skutek wypadku lub działania wrogiego.
- Sprawność okrętu jest dyktowana specyficznymi potrzebami prowadzenia działalności handlowej lub wojennej. Wymagania dotyczące sprawności okrętu wynikają ze specyfikacji wymagań jego przyszłego użytkownika. Dotyczą one koniecznej wielkości i rodzaju ładunku który jednostka musi dotaczać we właściwym czasie do portu przeznaczenia w najbardziej ekonomiczny sposób. Okręty wojenne muszą zapewniać odpowiednią siłę ognia odpowiedniego rodzaju zgodnie z wymaganiami zamawiającej jednostkę marynarki wojennej, oraz przestrzeń dla odpowiedniej załogi. Rozmiary, tonaż, nośność, zasięg, prędkość, opory, metody napędowe, manewrowość, przeżywalność na polu walki, i wiele innych cech, muszą zostać dopasowane przez architektów okrętowych do wymagań zamawiającego, przy akceptowalnych kosztach.
- Geometria okrętu jest związana z jego sprawnością, obejmuje jednak szerszy zakres. Geometria okrętu skupia się na właściwych korelacjach przedziałów i sekcji. Architekci lotniskowców przykładowo, muszą zmieścić w określonej przestrzeni kadłuba o określonym kształcie ponad 2000 pomieszczeń, które musza pozostawać w określonych relacjach ze sobą, a także do 50 różnych systemów rurociągów i innych linii przesyłowych do różnych części okrętów. Konieczne jest także zapewnienie odpowiedniego komfortu załodze, aby jej członkowie mogli wykonywać powierzone im funkcje. Architektura okrętowa musi także zapewnić sprawny i szybki załadunek oraz wyładunek w porcie, często także uzupełnianie zapasów w morzu, a przy tym musi być zapewniony określony poziom estetyki i możliwość jej ekonomicznej budowy.